# 川辽事件
2016年3月16日晚，中国男子篮球职业联赛总决赛第三场，四川金强在主场击败辽宁飞豹，总比分2：1领先。但赛后辽宁队球员与四川队球迷在宾馆门口发生的大规模冲突，此事件不仅直接断送辽宁队的冠军梦，而且对整个中国篮球造成了恶劣影响。

## 事件始末
辽宁队乘坐大巴车抵达酒店，现场聚集了大量的四川球迷和辽宁球迷。四川球迷在现场围堵和挑衅辽宁队员，辽宁球迷和四川球迷开始有肢体冲突。贺天举和郭艾伦的家人在随行队伍中也受到辱骂与攻击，因此激怒辽宁球员并与四川球迷发生冲突。郭艾伦、刘志轩与贺天举在此次冲突中受伤，其中贺天举更是初步诊断为右手第五掌骨远端骨折，断端成角，稍错位，邻近软组织肿胀。事件发生后，辽宁队选择了报警处理。整个事件持续约三分钟，现场并没有安保人员维持秩序。
次日上午辽宁队乘巴士离开，缺席赛前训练并失联被疑罢赛。当晚CBA总决赛第四场正常进行并未延期，辽宁队客场再负四川，总比分3:1。辽宁队主教练郭士强赛后泪诉辽宁队队员录口供用了一天时间，像犯人一样在打比赛。

## 篮协处罚
鉴于主队俱乐部落实客队安保工作细节不力，对发生冲突负有不可推卸的责任，给予赛区通报批评，核减主队俱乐部联赛经费15万元的处罚。对参与冲突的球员，中国篮协将依据公安机关的调查处理结果和联赛纪律处罚规定依法依规予以处理。总决赛仍然正常进行，因为这符合联赛的有关规定，符合广大群众的意愿和要求，符合联赛发展和稳定大局。要求主客队不能懈怠，认真对待比赛。

## 事件反思
此次事件后，社会各界意见引起广泛反响，CBA管理水平滞后，CBA联赛的管理缺乏规范，落后于比赛本身。CBA总决赛组委会把客队和主队安排在同一个酒店住宿并不妥当，比赛之后组委会没有考虑客队球员回到酒店这一路的行程和可能的潜在安全风险，没有准备相应安全预案和设置安保人员，这是组委会的一个重大失误。急需加强球迷文化建设，和NBA相比，球迷文化一直是CBA联赛发展中的软肋。

## 事件争议
网曝一名疑似辽宁球迷的红衣男子向四川队的球迷比划出拇指向下的挑衅手势或成整个冲突事件的导火索。也有网络媒体怀疑此次事件并非意外发生，疑似是四川有预谋的“盘外招”，网络视频中出现一男子一边穿上四川队服，一边跑向冲突区域，另有一男子不断提醒其他人"快录，快录"。